# Zilveren blaaskop
De zilveren blaaskop (Conops quadrifasciatus) is een vliegensoort uit de familie van de blaaskopvliegen (Conopidae). De wetenschappelijke naam van de soort is voor het eerst geldig gepubliceerd in 1776 door De Geer.

## Kenmerken
De zilveren blaaskop bereikt een lichaamslengte van 8 tot 13 millimeter. De basiskleur van het voorhoofd, de achterkant van het hoofd en de thorax is zwartbruin, het achterlijf heeft een zwarte basiskleur. De laatste heeft gele naden op de achterkant van de eerste vier segmenten, het vijfde segment is geel. Het scutellum is ook zwart. De antennes zijn zwart, het gezicht is geel van kleur met een gouden glans en de kiel is bruin. De proboscis is basaal bruinachtig, verder zwart. Het is ongeveer anderhalf keer zo lang als het hoofd. De schouderbulten op de thorax zijn geel, de zijkanten van de thorax zijn voorzien van glanzende striemen. De poten zijn geelbruin. Het vrouwtje verschilt van het mannetje doordat ze een slankere, slanke lichaamsbouw en bruine theca heeft. De soort kan worden verward met de Conops ceriaeformis, maar deze soort onderscheidt zich door zijn buiktekening, zijn geelbruine poten en de geelbruine theca bij de vrouwtjes.

## Levenswijze
De imago's vliegen van juni tot september en voeden zich met nectar, die ze opzuigen uit bijvoorbeeld valeriaan, kruipende distels en schermbloemen en labiaten. De larven leven als sluipwespen op steenhommels (Bombus lapidarius).

## Verspreiding
De dieren komen voor van Europa tot Siberië en Klein-Azië. Ze zijn wijdverbreid in Midden-Europa en komen op sommige plaatsen veel voor. Ze zijn te vinden in weilanden en langs bermen.